# Tony Banks
Tony Banks (rodným jménem Anthony George Banks; * 27. března 1950, East Hoathly, Východní Sussex, Anglie) je anglický hudebník, hudební skladatel a multiinstrumentalista. Je jedním ze zakládajících členů rockové skupiny Genesis a jako jediný spolu s Mikem Rutherfordem je ve skupině od založení dodnes. V roce 2010 jako člen Genesis vstoupil do Rokenrolové síně slávy.

## Životopis
Narodil se 27. března 1950 v East Hoathly v Sussexu, Anglie. Navštěvoval Charterhouse School, kde se v roce 1963 setkal s Peterem Gabrielem. Poté začal na Sussex University studovat chemii, fyziku a také matematiku, ale již v prvním roce studia zanechal a začal se plně věnovat hudební kariéře . Spolu s Peterem Gabrielem a bubeníkem Chrisem Stewartem založili skupinu Garden Wall. Tato skupina se později spojila s hudební skupinou Anon, kterou založil Mike Rutherford a Anthony Phillips. V tomto složení nahráli demo, na jehož základě nakonec vznikla skupina Genesis. Tony Banks se v rámci skupiny velice rychle etabloval jako silná skladatelská osobnost a jeho rukopis dal nově vznikajícímu hudebnímu stylu art-rock v podání Genesis jasný a nezaměnitelný výraz. Od roku 1978 se Tony Banks věnuje také sólové kariéře, kde spolupracuje s dalšími hudebníky a zpěváky. Žije v dlouholetém manželství (Margaret, 29. července 1972) v oblasti Godalming na jihu Anglie. Má dvě děti, Bena (n. 1978) a Emily (n. 1981).

## Diskografie

### Sólová
- The Shout (spolu s Mikem Rutherfordem a Rupertem Hineem) (1978, pro film)
- A Curious Feeling (1979)
- The Fugitive (1983)
- The Wicked Lady (1983, pro film)
- Starship (1985, pro film)
- Quicksilver (1986, pro film)
- Soundtracks (1986, pro film)
- Bankstatement (1989)
- Still (1992)
- Strictly Inc. (1995)
- Seven: A Suite for Orchestra (2004)
- Six: Pieces for Orchestra (2012)
- Five (2018)

### Genesis
- From Genesis to Revelation (1969)
- Trespass (1970)
- Nursery Cryme (1971)
- Foxtrot (1972)
- Selling England by the Pound (1973)
- The Lamb Lies Down on Broadway (1974)
- A Trick of the Tail (1976)
- Wind & Wuthering (1977)
- And Then There Were Three (1978)
- Duke (1980)
- Abacab (1981)
- Genesis (1983)
- Invisible Touch (1986)
- We Can't Dance (1991)
- Calling All Stations (1997)